# Władysławów (powiat rawski)
Władysławów – wieś w Polsce położona w województwie łódzkim, w powiecie rawskim, w gminie Sadkowice.
W latach 1975–1998 miejscowość należała administracyjnie do województwa skierniewickiego.